# Simon Johansson (ishockeyspelare)
Simon Johansson, född 14 juni 1999 i Stockholm, är en svensk professionell ishockeyspelare (back) som spelar för Djurgården Hockey i SHL. Han har tidigare spelat för Almtuna IS i sin karriär. Simons  moderklubb är Boo IF.